# Agnieszka Hanajczyk

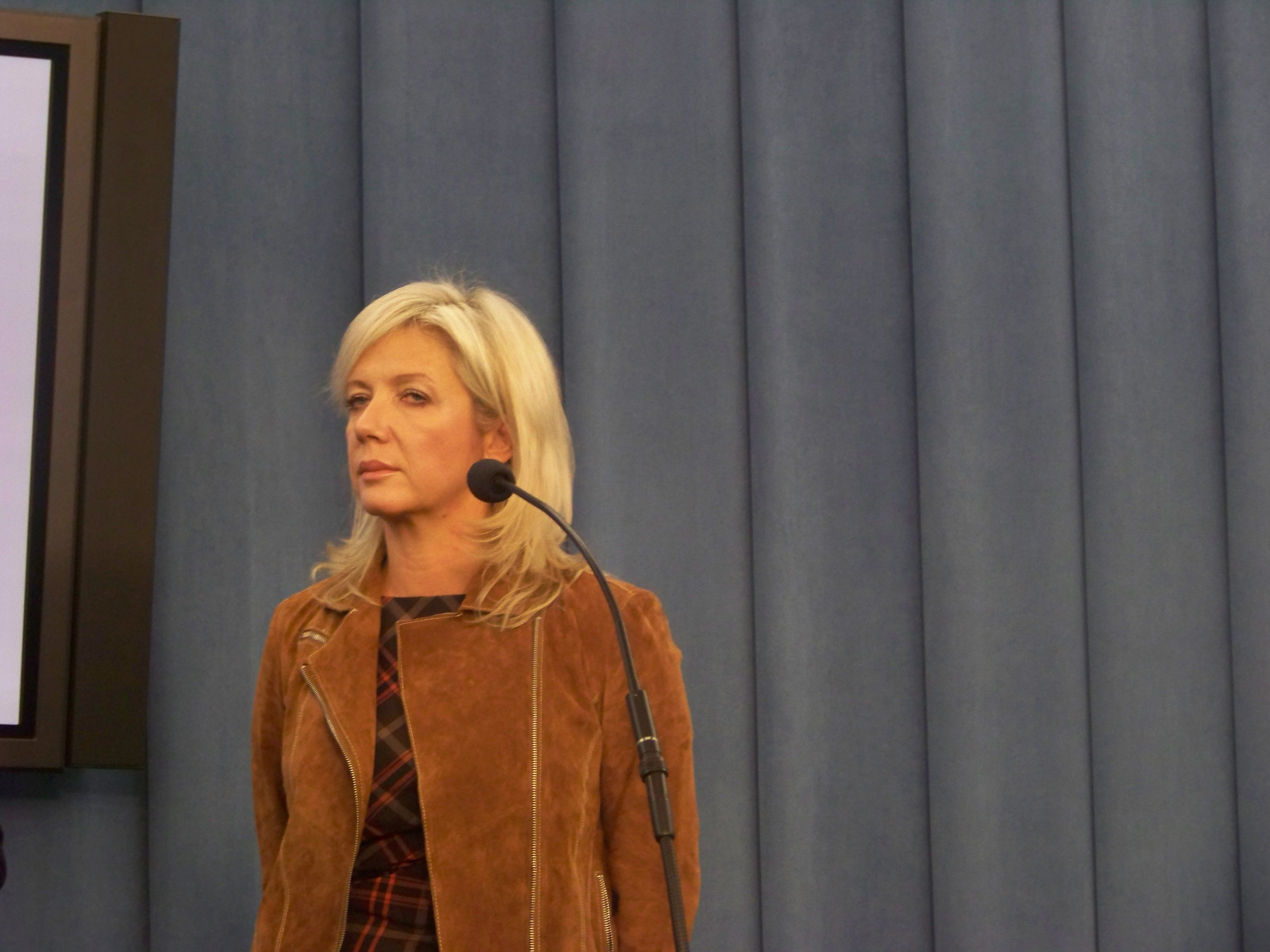
Agnieszka Hanajczyk (2012)

Agnieszka Hanajczyk (* 12. Januar 1963 in Zgierz) ist eine polnische Politikerin der Platforma Obywatelska (Bürgerplattform).
Agnieszka Hanajczyk hat einen Magister in Rechtswissenschaft der Universität Łódź. 2002 bis 2007 war sie  stellvertretende Bürgermeisterin von Aleksandrów Łódzki. Bei den vorgezogenen Parlamentswahlen 2007 kandidierte sie im Wahlbezirk 11 Sieradz und konnte mit 15.050 Stimmen in den Sejm einziehen. Im Sejm arbeitet sie (2008) in den Kommissionen für Gesellschaft und Familie (Komisja Polityki Społecznej i Rodziny) und Gesetzgebung (Komisja Ustawodawcza). Bei den Selbstverwaltungswahlen 2018 wurde sie vom Wahlbündnis Koalicja Obywatelska für das Amt der Stadtpräsidentin ihrer Heimatstadt Zgierz nominiert und erreichte die Stichwahl, in der sie dem Amtsinhaber Przemysław Staniszewski mit 30,2 % der Stimmen unterlag.
Agnieszka Hanajczyk hat zwei Söhne.